# طير دبا
طيردبا هي إحدى البلدات اللبنانية، في قضاء صور محافظة الجنوب.

## موقعها وجغرافيتها
تقع طيردبا على ارتفاع 170م عن سطح البحر، تبعد عن العاصمة بيروت 90 كلم، وعن مركز القضاء 7 كلم.
تبلغ مساحتها الاجمالية حوالي 5,5 كلم2.
تحدها من الشمال العباسية، ومن الغرب العباسية وبرج الشمالي، ومن الشرق معركة، ومن الجنوب وادي جيلو والبازورية.
تتميز البلدة بموقعها المطل على البحر وبساتين الليمون والحمضيات.

## تسميتها
تعود طيردبا في أصل تسميتها فيقول بعضهم أن أصلها «طر الدبّة» والدبّة هي الأرض الكثيرة الرمل، ومنهم من يقول أنّها الدبّابية المنسوبة إلى الدبّاب وهو جمع الدبّة إناء الزيت، أمّا انه يرجع لتسمية يونانية وهي دير ذبا، وذبا اسم راهب.

## سكانها وعائلاتها
عدد سكانها حوالي 6000 نسمة تقريبا، من بينهم أكثر من 1000 مغترب.
اما عائلاتها:
العائلات الكبرى: يعد آل فقيه وآل مغنية (العائلة الكبرى) من جذور واحدة، ويشكلون أكبر عائلتين في البلدة، بمجموع 1250 ناخب.
وهناك عائلات: زيات، نعنوع، مكنا، حيدر، شهاب، زيدان، سعد، طراد، بحسون، خير الله، حجازي، شحادة، حمود، جولاني، اللبن، كساب، جابر، فرج، عز الدين، نعمة، رضا، عقيل، يونس، شبلي، عبد الرسول. غبريس

## علمائها ومراجعها
بزغ في البلدة العلماء والمراجع من آل مغنية ومنهم:
آية الله المرجع الشيخ حسين مغنية|الشيخ خليل مغنية|الشيخ علي مغنية|الشيخ عبد الله مغنية|الشيخ محمد مغنية| الشيخ حبيب مغنية|الشيخ عبد الكريم مغنية|الشيخ احمد مغنية|الشيخ مهدي مغنية|الشيخ عماد الدين نعمة

## أعلام
- محمود مغنية
- عماد مغنية
- علي بحسون

## وصلات خارجية
لمزيد من الإطلاع على أحوال هذه البلدة اللبنانية مراجعة رابط
موقع بلدة طير دبا